# 李季伦
李季伦（1925年3月15日—），男，直隶（今河北）乐亭人，中国微生物学家，中国农业大学生物学院教授，中国科学院院士。

## 生平
李季伦于1925年3月15日出生于中国河北省乐亭县，1948年毕业于国立中央大学生物系。毕业之后，他选择了留校任教。1950年起开始在中国农业大学教授课程，从助教做起，逐步晋升至了讲师、副教授、教授。
1958年，李季伦在中国首次研制成功了赤霉素，是中国在研制植物生长激素领域中的首次成功。1973年起，李季伦钻研于动物增重激素玉米赤霉烯酮的研究，与上海有机化学研究所共同研制了玉米赤霉醇。1980年，李季伦前往美国威斯康星大学生化系开始进修，主要研究方向为固氮酶催化的生化机制、链霉菌次生代谢调控、趋磁螺菌的生物矿化机制以及各種微生物酶的开发及其应用。1985年至1991年和1983年至1995年曾兼任国务院学位委员会学科评议组成员和中华人民共和国农业部科学技术委员会委员。
1991年至1995年，李季伦担任中国微生物学会理事长一职，卸任后成为终身名誉理事。1994年起担任清华大学的兼职教授一职。1995年当选为中国科学院院士。
2011年8月15日，李季伦与中国农业大学教授陶益寿、林培、祖康祺、助理研究员田向荣和前京农公司副总经理杨智泉共同署名，举报了原中国农业大学校长石元春的学术腐败，引发了众多中国大陆媒体的报道。然而，中华人民共和国科技部组成的调查组经调查后认为该举报没有任何依据，是一次“违背事实的炒作”。

## 荣誉
1986年，李季伦荣获北京市优秀教育工作者称号。同年获得全国五一劳动奖章。1990年，荣获全国农业劳动模范荣誉称号。1991年起，开始享受中华人民共和国国务院颁发的政府特殊津贴。

### 以李季伦的名字命名的细菌
- 李季伦氏类芽孢杆菌 Paenibacillus jilunlii Jin et al. 2011[8]